# Reham Khan
Reham Khan Nayyar (en ourdou : ریحام نیئر خان ), née le 3 avril 1973, est une journaliste, autrice et cinéaste anglo-pakistanaise,.

## Biographie

### Jeunesse, famille
Nayyar Ramzan, un médecin pakistanais est son père. Elle est d'origine pachtoune du clan Lughmani, un sous-clan de la tribu Swati. Elle parle couramment quatre langues dont l'anglais, l'ourdou, le pachto et son hindko ancestral. Sa famille est originaire de la ville de Baffa, 15 km à l'ouest de Mansehra dans la province de Khyber Pakhtunkhwa. Ses parents ont déménagé en Libye à la fin des années 1960, où Reham Khan est née à Ajdabiya en 1973. Elle a une sœur et un frère.
Son oncle Abdul Hakeem Khan, est un ancien gouverneur de la province de Khyber Pakhtunkhwa et ancien juge principal de la Haute Cour de Peshawar.
Reham Khan est titulaire d'un baccalauréat universitaire en éducation du Jinnah College for Women, Peshawar.
Elle a épousé Ejaz Rehman (les variantes orthographiques incluent Ijaz ), son cousin germain et psychiatre britannique, à l'âge de 19 ans. Après leur divorce, Khan a commencé à travailler comme journaliste de radio. Elle a trois enfants qui vivent avec elle depuis le divorce,,.
Le 6 janvier 2015, Imran Khan a confirmé son mariage avec Ejam Reham qui s'est terminé le 30 octobre 2015 par un divorce,,.

### Carrière
Reham Khan a commencé sa carrière en 2006 en animant des émissions sur Legal TV. En 2007, Reham Khan a commencé à présenter pour Sunshine Radio Hereford et Worcester. En 2008, elle a rejoint la BBC en tant que présentatrice de météorologie.
En 2013, Reham Khan est revenue au Pakistan et a rejoint la chaîne d'information pakistanaise News One. Elle a ensuite rejoint Aaj TV. En 2014, après un bref passage chez PTV, elle rejoint Dawn News pour présenter l'émission d'actualité In Focus . Après une brève interruption début 2015, elle a repris son travail avec une nouvelle émission pour Dawn. Le Reham Khan Show, un programme célébrant les héros pakistanais, a débuté en mai 2015. En décembre 2015, elle a lancé un nouveau talk show du nom de Tabdeeli sur Neo TV. Tabdeeli (changement) est aussi un slogan politique d'Imran Khan, son ancien mari. Elle a quitté Neo TV en juin 2016.
Reham Khan a également produit un film pakistanais Janaan, la comédie romantique se déroulant à Swat qui a été créée à l'occasion de l'Eid ul Adha le 13 septembre 2016.